# Olimpíada Popular

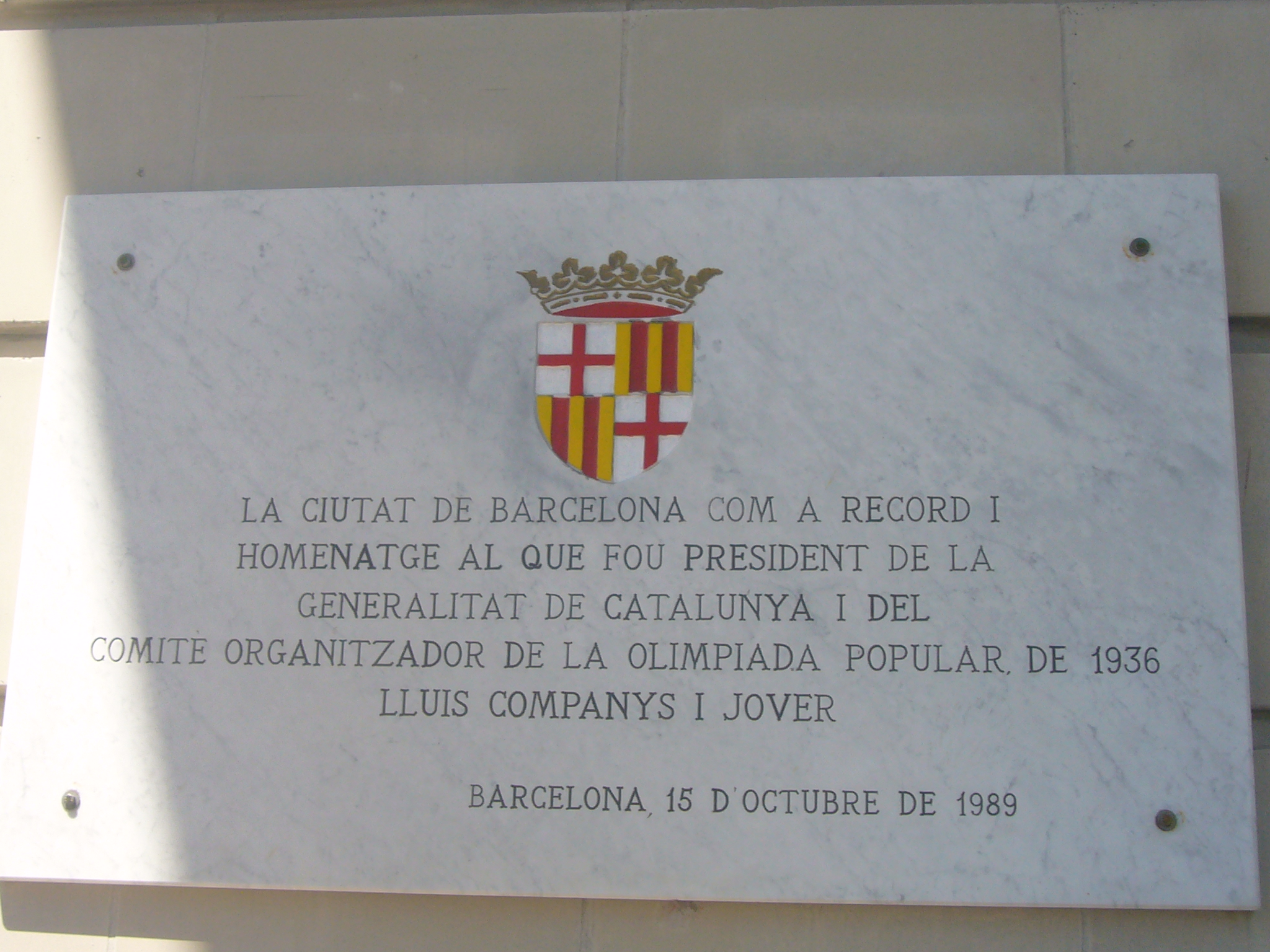
Placa a l'Estadi Olímpic en honor de Lluís Companys, president del comitè organitzador

L'Olimpíada Popular de Barcelona havia de ser un esdeveniment esportiu de caràcter antifeixista, alternatiu als Jocs Olímpics de Berlín de 1936, que finalment no es va dur a terme per l'inici de la Guerra Civil espanyola. Lluís Companys en va ser nomenat el president d'honor. Estava previst que l'Olimpíada Popular comencés el 19 de juliol de 1936 i durés una setmana, fins al 26 de juliol.

## Història
Barcelona es va presentar com a candidata a organitzar els Jocs Olímpics de 1936. Després de l'èxit de l'Exposició Internacional de 1929, es considerava la ciutat ideal per a organitzar uns Jocs. La situació política el 1931, data de la designació, era força convulsa a Espanya i el Comitè Olímpic Internacional (COI) es va decantar per Berlín com a ciutat designada per organitzar l'onzena cita olímpica de l'era moderna. Alemanya era en aquell moment un país democràtic i no va ser fins a 1933 que van arribar els nazis al poder i van establir el Tercer Reich.
La preparació dels Jocs de Berlín s'orientava a fer d'ells una apologia del nazisme i dels seus valors racials i militars, cosa totalment en contra de l'esperit olímpic, tant en l'antiguitat clàssica com en l'era moderna. Es van produir protestes a nivell mundial, sobretot per part d'organitzacions jueves i d'esquerres, però finalment el COI va mantenir la celebració dels Jocs a Berlín. Barcelona va decidir organitzar una celebració alternativa, l'Olimpíada Popular, amb l'objectiu de recuperar el veritable esperit olímpic, la pau i la solidaritat entre les nacions, tot el que s'estava negant en l'organització dels Jocs de Berlín amb la complicitat del COI.
L'Olimpíada Popular de Barcelona tenia una clara voluntat antifeixista, una espècie de contraolimpíada que fes bandera de l'esport aficionat i de denúncia dels Jocs Olímpics a l'Alemanya nazi i, per tant, el suport o rebuig a la mateixa tenia una implicació política. Les federacions i els mateixos esportistes, tant espanyols com estrangers, es van veure sotmesos a diferents pressions polítiques per acudir o no a la cita.
L'organització de l'Olimpíada Popular descansava sobretot en l'activitat de moltes entitats catalanes, la majoria membres del Comitè Català pro-Esport Popular, que es van integrar en el Comitè Organitzador de l'Olimpíada Popular (COOP), que comptava amb el suport de la Generalitat de Catalunya. El comitè executiu del COOP el presidia Josep Anton Trabal, veterà dirigent esportiu que aleshores era diputat d'Esquerra Republicana. Entre el munt d'entitats del COOP, hi destacaven les seccions esportives del CADCI i l'Ateneu Enciclopèdic Popular, el Centre Gimnàstic Barcelonès i el Club Femení i d'Esports de Barcelona, però n'hi havia moltes més als barris populars de Barcelona i de les principals ciutats catalanes.
La proposta de l'Olimpíada Popular va ser objecte de crítiques per part de la dreta política, alguns mitjans de comunicació conservadors i algunes instàncies esportives, que van intentar treure tota legitimitat olímpica a la proposta barcelonina. Pretenien fer veure que serien uns jocs sense esportistes d'alt nivell o bé posaven èmfasi en la politització de la proposta basada en els valors d'igualtat i fraternitat, argumentant que els Jocs de Barcelona eren una operació d'inspiració comunista.
Tanmateix la tasca desplegada pel COOP (Comitè Organitzador de l'Olimpíada Popular) per aconseguir la màxima participació possible va permetre la presència de 23 delegacions, entre els quals destacaven Estats Units, França, Suïssa i Anglaterra. També hi va haver representacions dels atletes jueus emigrats, d'Alsàcia, Euskadi, Galícia i Catalunya. El total d'atletes inscrits va ser de més de 5.000, essent la delegació estrangera més nombrosa la de França amb 1.500 atletes. Es va posar especial èmfasi en la participació de les dones, que per aquesta època fins i tot tenien dificultats per accedir a l'esport en igualtat de condicions.
L'Olimpíada Popular trencava també amb el model de representació exclusivament estatal, i obria diferents formes de participació respecte a l'adscripció territorial. Es van establir tres categories: nacional, regional i local. D'aquesta manera, les delegacions nacionals podien enviar a cada esport tres representacions i s'entenia que així l'olimpíada no seria només una competició entre estats, sinó que deixava la porta oberta que equips no estatals participessin en les proves, com per exemple Alsàcia i Lorena, o el Marroc sota domini francès i el Marroc espanyol. En aquest sentit, el COOP introduïa sobretot en els esports d'equip, un sistema de delegacions que trencava el monopoli estatal. Finalment, a través de les representacions locals, recuperava la idea ciutadana de l'olimpisme grec, que els participants ho eren representant ciutats.
En total hi havia previstes competicions en 16 esports com futbol, tennis, bàsquet, boxa, atletisme, lluita, pilota basca, i fins i tot escacs. Les despeses corrien per compte dels govern francès (600.000 francs), govern espanyol (400.000 pessetes) i Generalitat de Catalunya (100.000 pessetes). França tenia un govern d'esquerres presidit per Léon Blum, i es van bolcar per donar suport a l'Olimpíada Popular.
20.000 visitants van arribar a Barcelona amb motiu de l'Olimpíada Popular, desbordant les previsions i creant problemes d'allotjament. El 18 de juliol, un dia abans de la inauguració oficial, es va fer un assaig general a l'Estadi de Montjuïc. A partir del 19 de juliol de 1936, però, la guerra va frustrar el projecte que el moviment de l'esport popular català havia concebut. El nou ordre revolucionari i les necessitats pròpies del conflicte bèl·lic van posar fi a Barcelona 1936, just unes hores abans d'iniciar-se. L'organització de l'Olimpíada Popular, tanmateix, no va ser en va, ja que molts atletes populars arribats de tot arreu del món que es van veure sorpresos a Barcelona per l'inici de la guerra no van dubtar d'allistar-se a les milícies populars per lluitar contra el feixisme. Ells van ser els primers voluntaris estrangers en els exèrcits republicans, i l'embrió de les que després serien les Brigades Internacionals. El 24 de juliol es llegia a La Vanguardia: "És tal l'entusiasme que la causa republicana ha despertat en aquests atletes, que molts d'ells s'han allistat a les milícies populars, sortint cap a Saragossa i d'altres punts."

## Himne
L'himne va ser escrit per Josep Maria de Sagarra i amb la música de Hanns Eisler.

## Memorials i homenatges
L'any 2006 el Memorial Democràtic de la Generalitat de Catalunya realitzà l'exposició Els Jocs oblidats. L'Olimpíada Popular del 36 que va ser exhibida al Palau Robert, entre altres indrets de Catalunya.
El musical Never Say Goodbye del compositor americà Frank Wildhorn escrit l'any 2006 per a la companya japonèsa femenina  Takarazuka Revue fa referència a la Olimpíada Popular.
Des de 2008, durant els mesos d'octubre o novembre de cada any té lloc la Cursa i Caminada Lluís Companys. Homenatge a l'Olimpíada Popular, organitzada per Esquerra Unida i Alternativa i la Fundació L'Alternativa.
L'any 2016 s'ha constituït la Plataforma 'Esports sí, Racisme No' encapçalada per UCFR (Unitat contra el Feixisme i el Racisme) que ha iniciat la seva activitat amb la commemoració del 80è aniversari de l'Olimpíada Popular, que inclou diverses activitats al territori català.
El nou parc temàtic de l'esport barceloní, Open Camp, ha inaugurat el seu espai expositiu amb una exposició commemorativa del 80è aniversari (Barcelona, 1936. L'Olimpíada que no fou). En exposició del 16 de juny de 2016 al 8 de gener de 2017.